# Peder Kofod Ancher

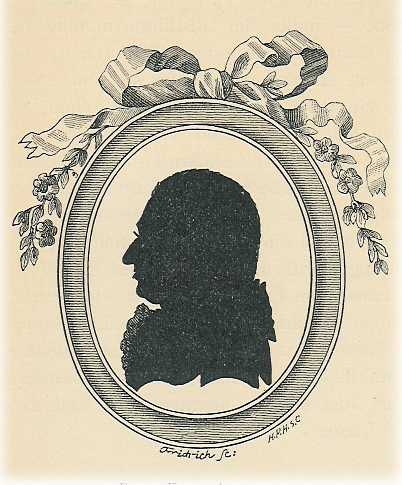
Peder Kofod Anchers profil

Peder Kofod Ancher, född 14 juni 1710, död 5 juni 1788, var en dansk jurist och rättshistoriker.
Kofod Ancher blev teologie kandidat 1730, juris kandidat 1738, professor 1741 och juris doktor 1742.
Han var 1753-1765 generaladitör vid danska flottan, blev 1753 assessor i Højesteret och var ledamot av åtskilliga lagkommissioner och andra uppdrag.
Kofod Ancher var Danmarks ledande jurist under 1700-talet och en kompetent ämbetsman. Han var en av grundarna av den danska rättsvetenskapen och särskilt framstående som rättshistoriker. Kofod Ancher bedrev en del av sin forskning på 1760-talet i Stockholm eftersom svenskarna under 1600-talets krig hade lagt beslag på hela danska arkiv och fört dem till Sverige.
Bland hans verk märks främst Den danske Lovhistorie (2 band, 1769-1776), Den danske lensret (1777) och De gamle danske gilder (1780). Kofod Anchers Samlede juridiske Skrifter utgavs i 3 band 1807-1811.